# Cao Ngạn
Cao Ngạn là một xã thuộc thành phố Thái Nguyên, tỉnh Thái Nguyên, Việt Nam.

## Địa lý
Xã Cao Ngạn nằm ở phía bắc thành phố Thái Nguyên, có vị trí địa lý:
- Phía đông giáp huyện Đồng Hỷ và phường Chùa Hang
- Phía tây giáp xã Sơn Cẩm với ranh giới là sông Cầu
- Phía nam giáp phường Quan Triều và phường Quang Vinh với ranh giới là sông Cầu
- Phía bắc giáp huyện Đồng Hỷ.

Xã Cao Ngạn có diện tích 8,16 km², dân số năm 2020 là 9.216 người, mật độ dân số đạt 1.130 người/km².

## Lịch sử
Trước đây, Cao Ngạn là một xã thuộc huyện Đồng Hỷ.
Ngày 31 tháng 7 năm 2008, Chính phủ ban hành Nghị định số 84/2008/NĐ-CP  sáp nhập xã Cao Ngạn vào thành phố Thái Nguyên.
Đến năm 2019, xã Cao Ngạn được chia thành 17 xóm: Gốc Vối I, Gốc Vối II, Hội Hiển, Ao Vàng, Làng Vàng, Tân Phong, Gò Chè, Vải, Cổ Rùa, Thác Lở, Cầu Đá, Phúc Lộc, Phúc Thành, Hợp Thành, Thành Công, Tân Thành, Quyết Thắng.
Ngày 11 tháng 12 năm 2019, sáp nhập hai xóm Phúc Thành và Thành Công vào xóm Hợp Thành.

## Hành chính
Xã Cao Ngạn được chia thành 15 xóm: Ao Vàng, Cầu Đá, Cổ Rùa, Gò Chè, Gốc Vối I, Gốc Vối II, Hội Hiển, Hợp Thành, Làng Vàng, Phúc Lộc, Quyết Thắng, Tân Phong, Tân Thành, Thác Lở, Vải.

## Kinh tế
Trên địa bàn xã có cụm công nghiệp Cao Ngạn, nhà máy xi măng Cao Ngạn cung cấp xi măng cho thị trường Thái Nguyên và các tỉnh miền bắc.